# Dienst Waterpolitie
De Dienst Waterpolitie is een onderdeel van de Landelijke Eenheid van de Nederlandse politie.
Ze komt voort uit de voormalige Rijkspolitie te Water. Van 1993 tot 2013 viel de dienst onder het KLPD.
De Dienst Waterpolitie ging in 2013 samen met de Dienst Spoorwegpolitie (DSP), de Dienst Verkeerspolitie (DVP) en de Dienst Luchtvaartpolitie (DLVP) op in de Dienst Infrastructuur (DINFRA) van de Landelijke Eenheid van de Nederlandse politie.
De Dienst Waterpolitie is verantwoordelijkheid voor opsporing, toezicht en handhaving op de hoofdtransportassen, hoofdvaarwegen en de grote wateroppervlakten in Nederland.
In de haven van Rotterdam worden dezelfde taken dienst uitgevoerd door de Zeehavenpolitie, een onderdeel van de Regionale Eenheid Rotterdam.

## De vloot
Anno 2022 beschikt de dienst over 21 grote patrouilleschepen, 136 open motorboten en 21 waterscooters. In totaal over 196 vaartuigen, als ook de aanlegvoorzieningen als pontons, drijvende steigers en boothuizen worden meegerekend. In dat jaar werd een onderhoudsprogramma opgestart voor het tweedelijnsonderhoud. Naar schatting gaat dat in zeven jaar zo'n 26 miljoen Euro kosten.

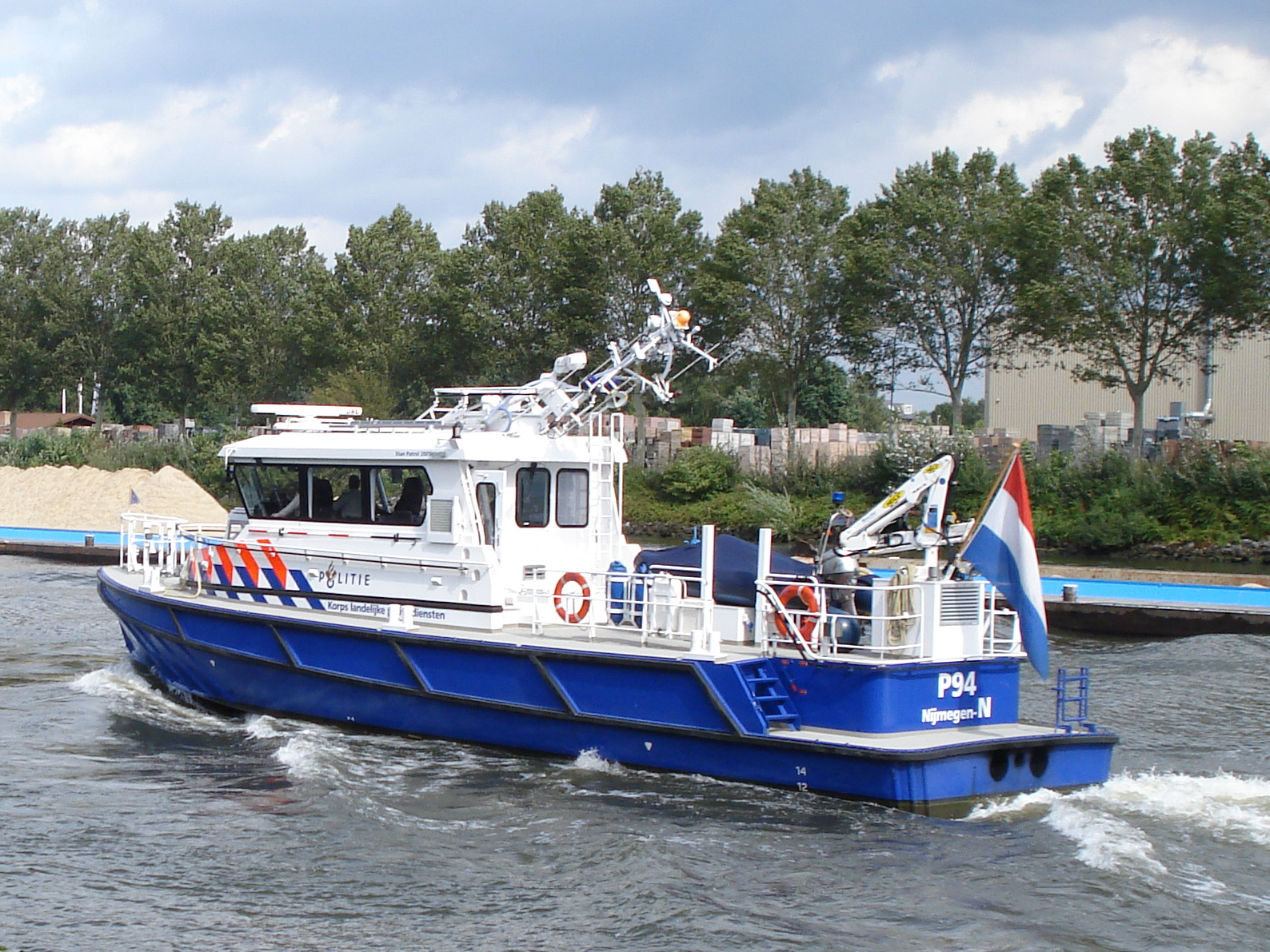
Onderweg in actie op het Maas-Waalkanaal bij de Maldensebrug
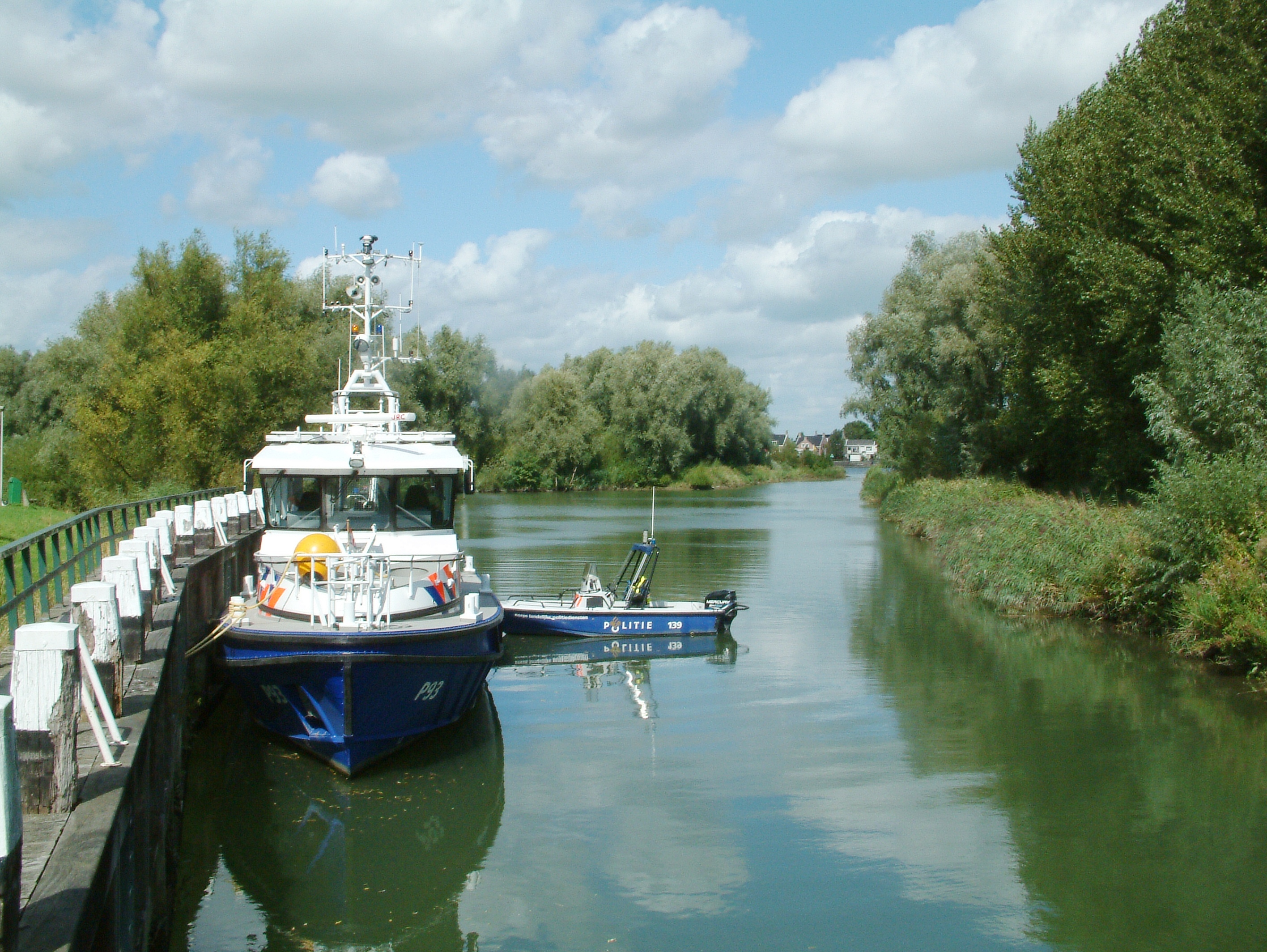
Vergaderend in een lommerrijke omgeving
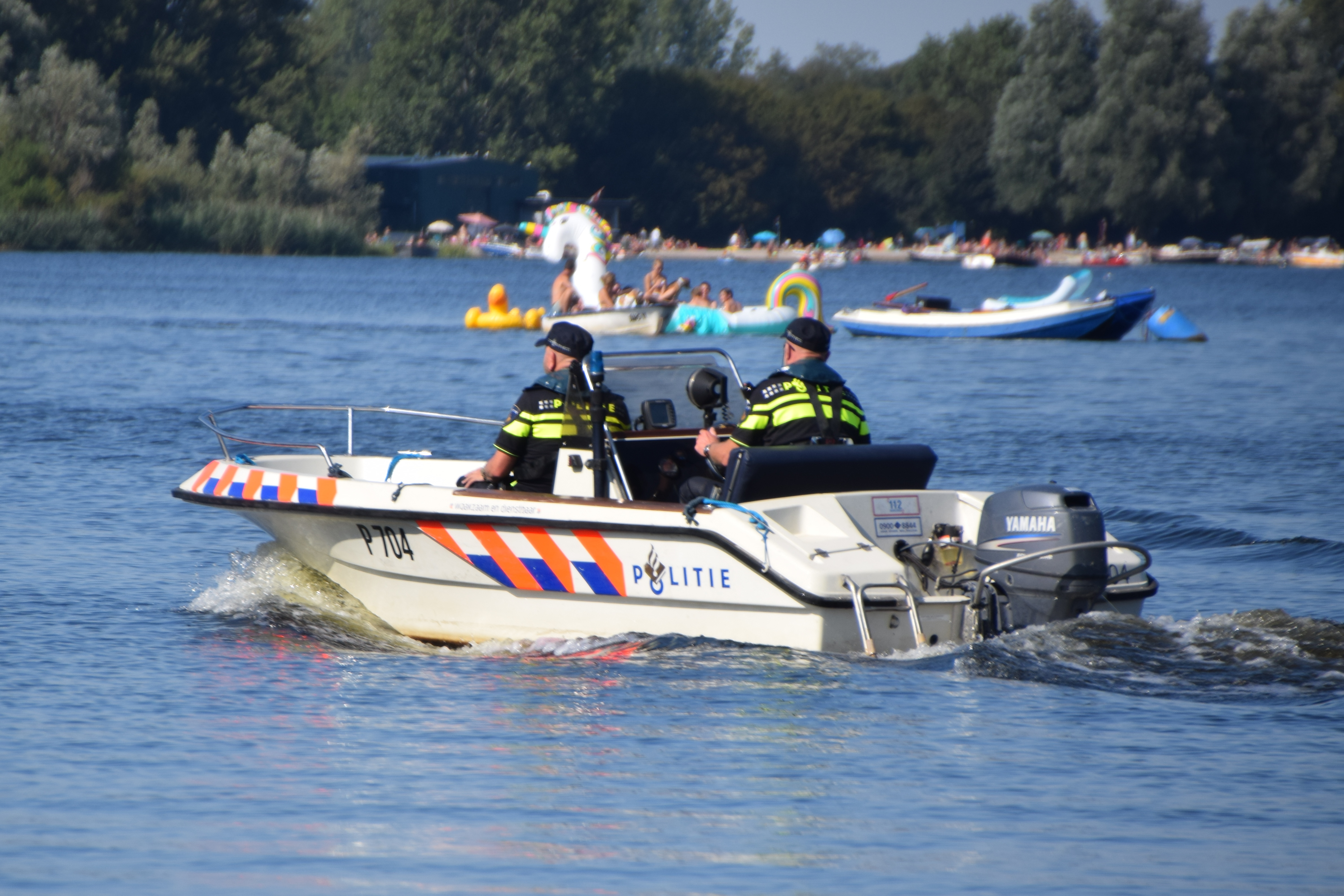
Op patrouille op Vlietland
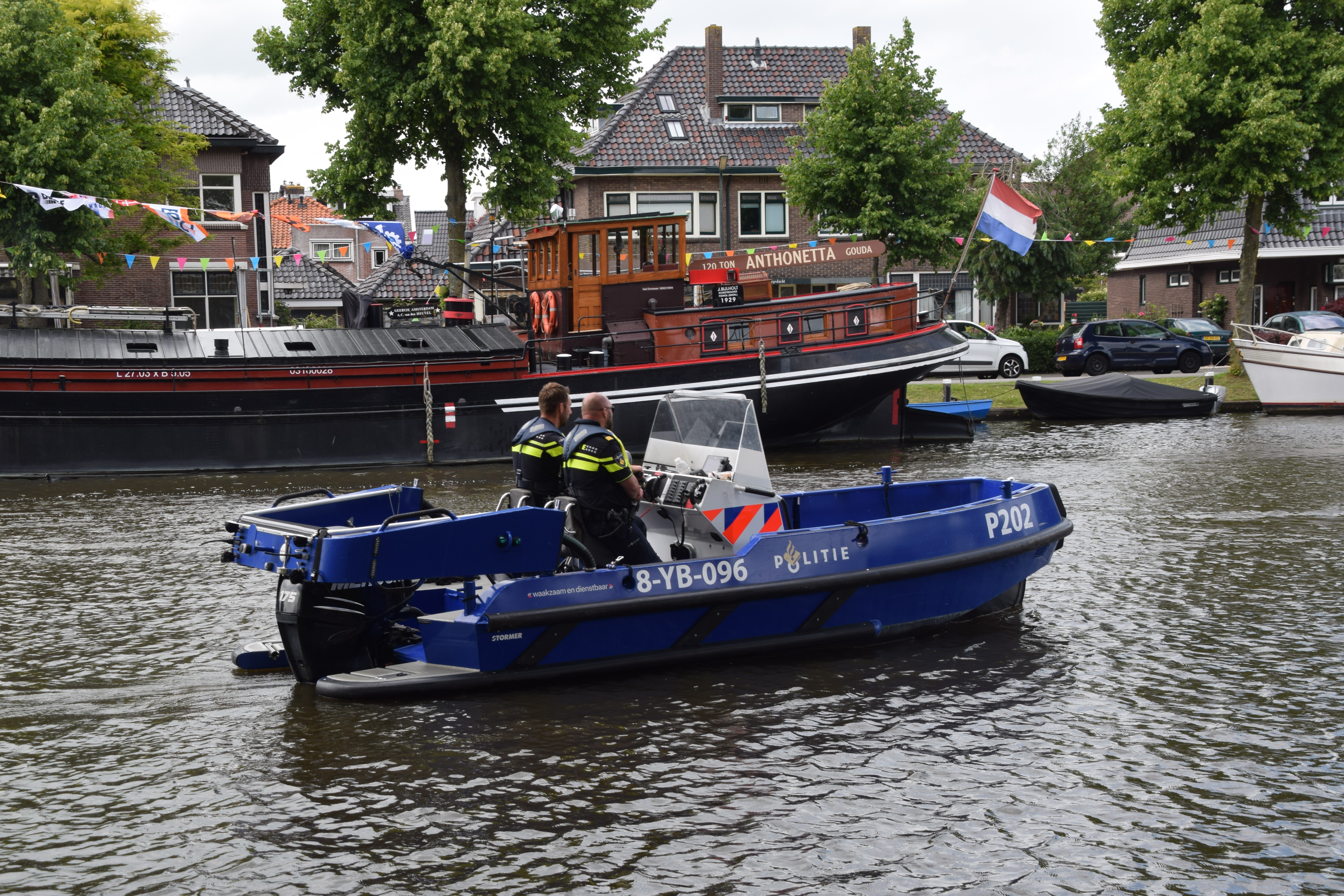
In Woerden
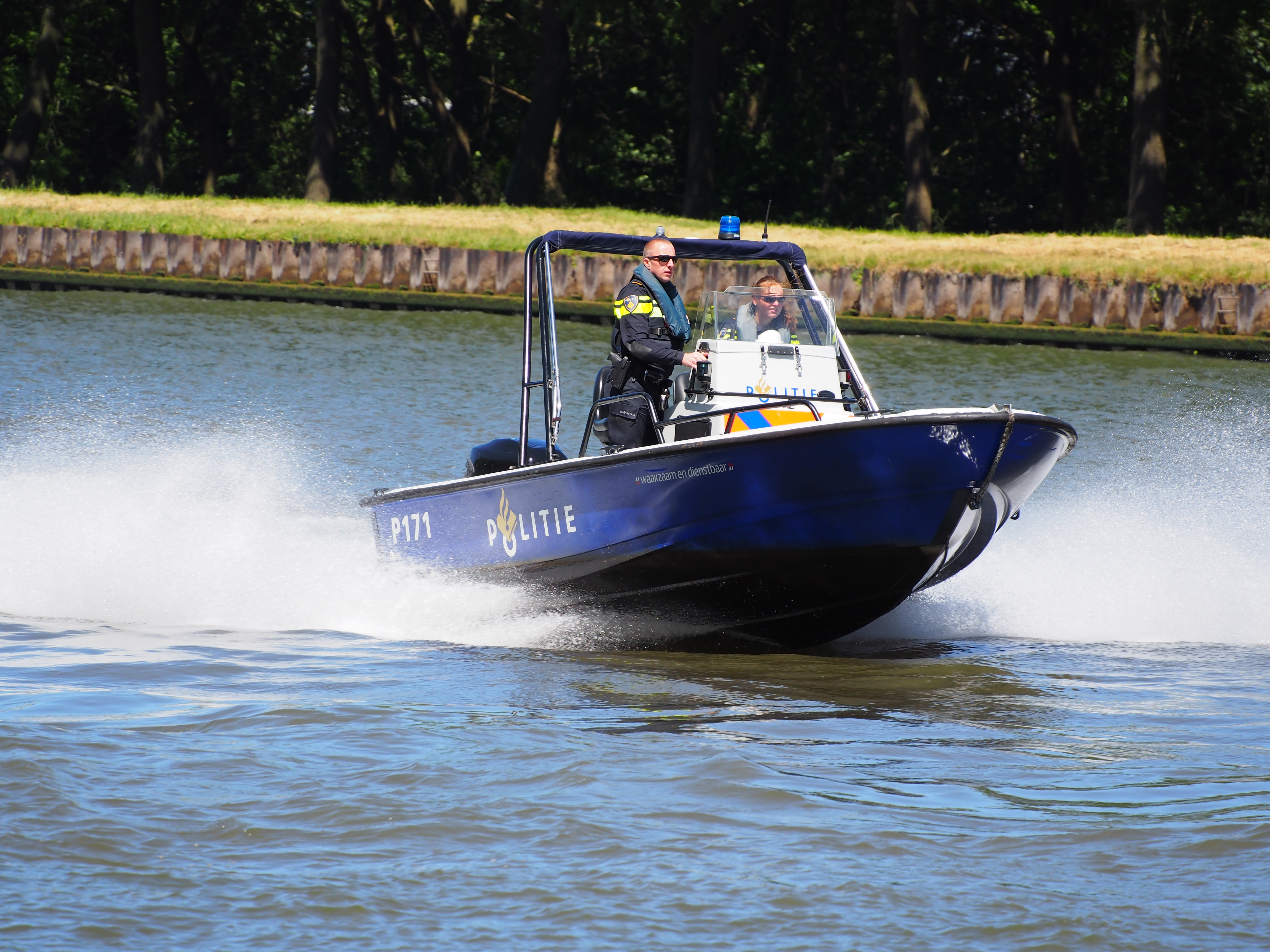
Op het Amsterdam-Rijnkanaal
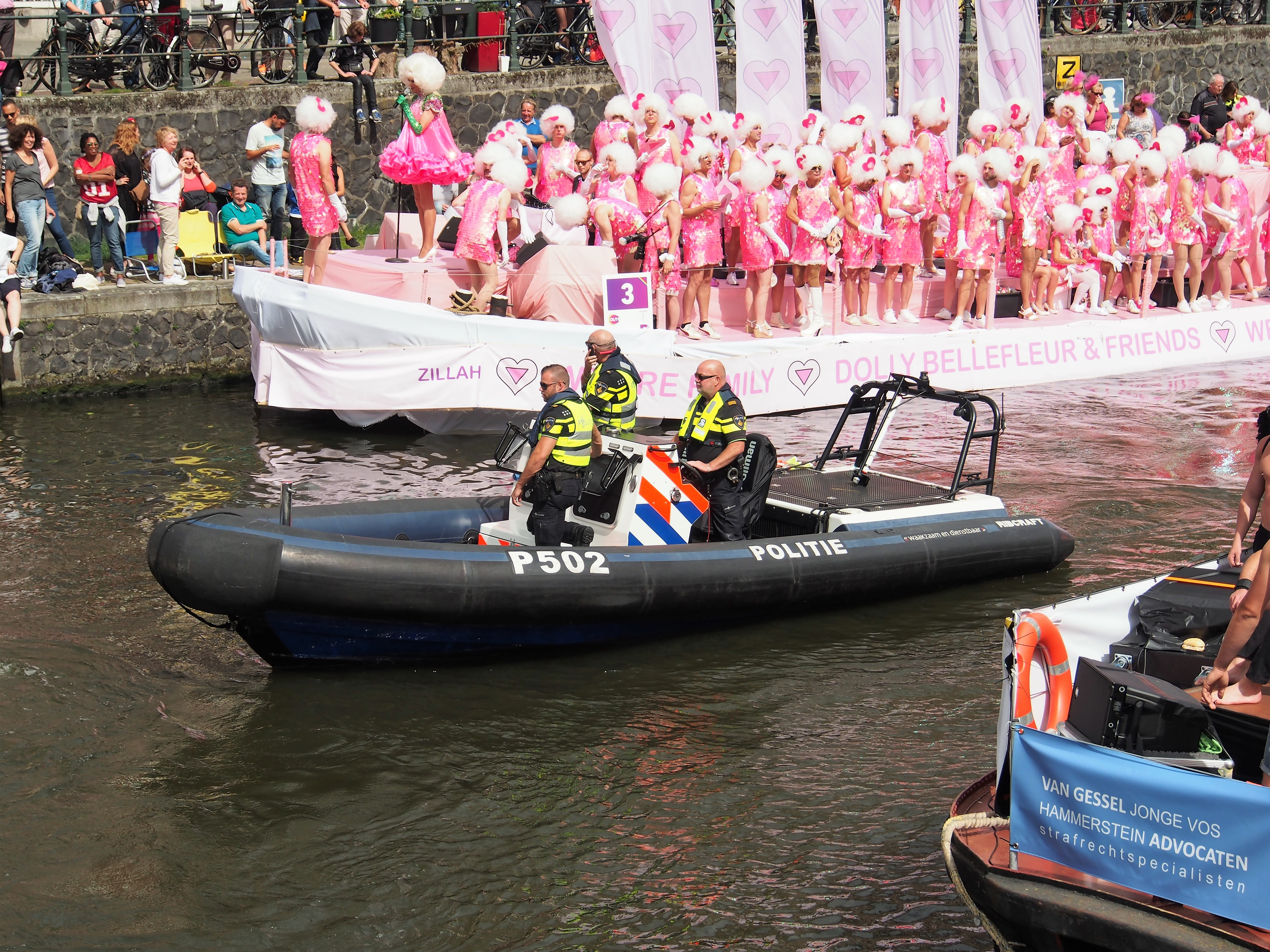
Bij Pride Amsterdam 2017
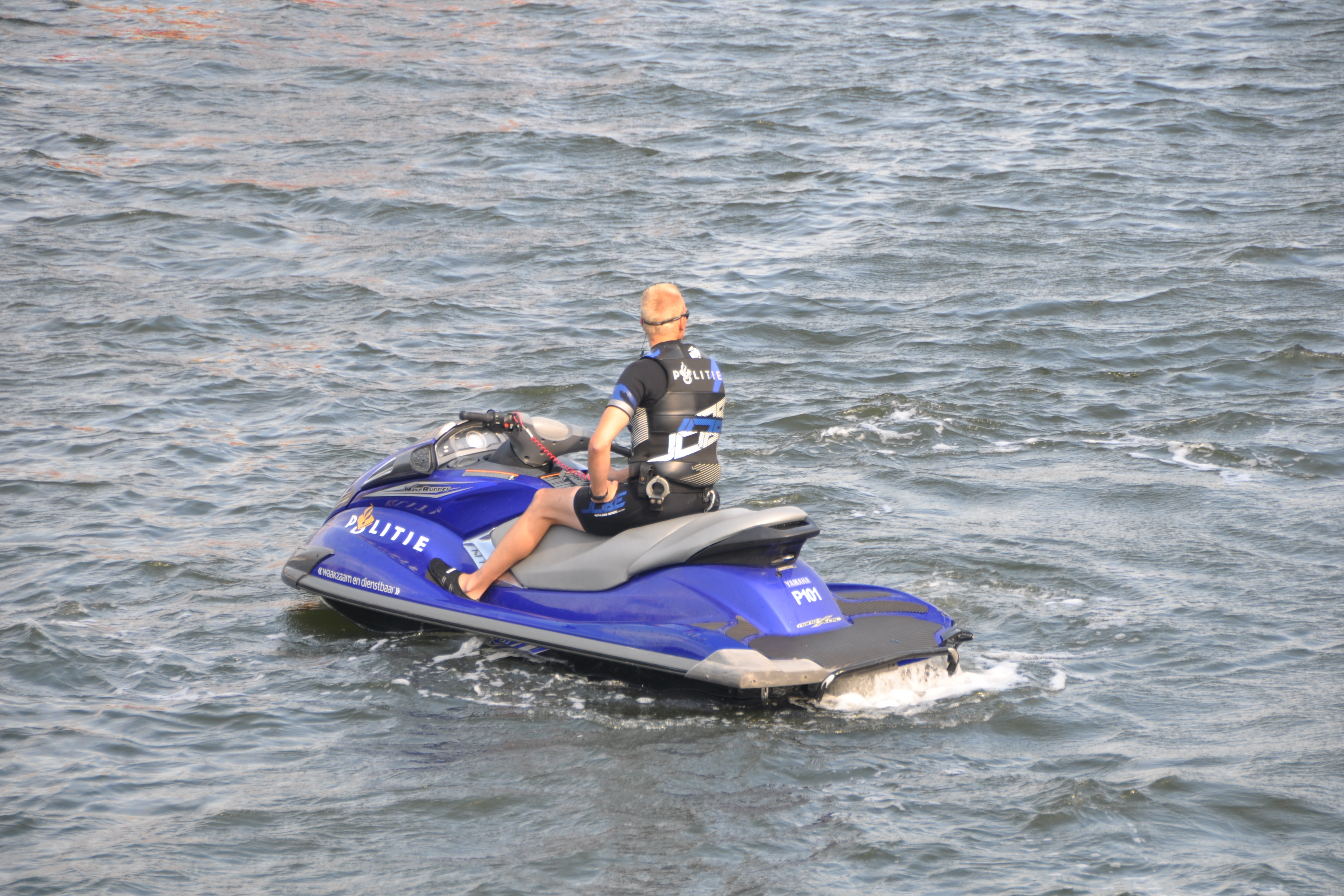
Bij Sail Amsterdam 2015